# Nick Collison
Nicholas John Collison, detto Nick (Orange City, 26 ottobre 1980), è un ex cestista statunitense.

## Carriera
È stato selezionato dai Seattle SuperSonics al primo giro del Draft NBA 2003 (12ª scelta assoluta).
Con gli Stati Uniti ha disputato i Campionati americani del 2003.

## Statistiche

### College
| Anno      | Squadra         | PG  | PT  | MP   | TC%  | 3P%  | TL%  | RP   | AP  | PRP | SP  | PP   |
| --------- | --------------- | --- | --- | ---- | ---- | ---- | ---- | ---- | --- | --- | --- | ---- |
| 1999-2000 | Kansas Jayhawks | 34  | 33  | 22,8 | 49,7 | 38,5 | 67,4 | 6,9  | 1,1 | 1,1 | 0,9 | 10,5 |
| 2000-2001 | Kansas Jayhawks | 33  | 23  | 27,0 | 59,7 | 40,0 | 62,5 | 6,7  | 2,2 | 1,1 | 1,6 | 14,0 |
| 2001-2002 | Kansas Jayhawks | 37  | 36  | 26,8 | 59,2 | 37,5 | 57,5 | 8,3  | 1,7 | 1,1 | 2,2 | 15,6 |
| 2002-2003 | Kansas Jayhawks | 38  | 38  | 32,4 | 55,4 | 34,2 | 63,5 | 10,0 | 2,2 | 1,2 | 1,9 | 18,5 |
| Carriera  | Carriera        | 142 | 130 | 27,4 | 56,2 | 35,9 | 62,4 | 8,0  | 1,8 | 1,1 | 1,7 | 14,8 |

### NBA

#### Regular season
| Anno      | Squadra          | PG  | PT  | MP   | TC%  | 3P%  | TL%  | RP  | AP  | PRP | SP  | PP  |
| --------- | ---------------- | --- | --- | ---- | ---- | ---- | ---- | --- | --- | --- | --- | --- |
| 2004-2005 | Seattle S.Sonics | 82  | 4   | 17,0 | 53,7 | 0,0  | 70,3 | 4,6 | 0,4 | 0,4 | 0,6 | 5,6 |
| 2005-2006 | Seattle S.Sonics | 66  | 27  | 21,9 | 52,5 | 0,0  | 69,9 | 5,6 | 1,1 | 0,3 | 0,5 | 7,5 |
| 2006-2007 | Seattle S.Sonics | 82  | 56  | 29,0 | 50,0 | 0,0  | 77,4 | 8,1 | 1,0 | 0,6 | 0,8 | 9,6 |
| 2007-2008 | Seattle S.Sonics | 78  | 35  | 28,5 | 50,2 | 0,0  | 73,7 | 9,4 | 1,4 | 0,6 | 0,8 | 9,8 |
| 2008-2009 | Oklahoma Thunder | 71  | 40  | 25,8 | 56,8 | 0,0  | 72,1 | 6,9 | 0,9 | 0,7 | 0,7 | 8,2 |
| 2009-2010 | Oklahoma Thunder | 75  | 5   | 20,8 | 58,9 | 25,0 | 69,2 | 5,1 | 0,5 | 0,5 | 0,6 | 5,9 |
| 2010-2011 | Oklahoma Thunder | 71  | 2   | 21,5 | 56,6 | -    | 75,3 | 4,5 | 1,0 | 0,6 | 0,4 | 4,6 |
| 2011-2012 | Oklahoma Thunder | 63  | 0   | 20,7 | 59,7 | 0,0  | 71,0 | 4,3 | 1,3 | 0,5 | 0,4 | 4,5 |
| 2012-2013 | Oklahoma Thunder | 81  | 2   | 19,5 | 59,5 | 0,0  | 76,9 | 4,1 | 1,5 | 0,6 | 0,4 | 5,1 |
| 2013-2014 | Oklahoma Thunder | 81  | 0   | 16,7 | 55,6 | 23,5 | 71,0 | 3,6 | 1,3 | 0,4 | 0,3 | 4,2 |
| 2014-2015 | Oklahoma Thunder | 66  | 2   | 16,7 | 41,9 | 26,7 | 69,2 | 3,8 | 1,4 | 0,5 | 0,4 | 4,1 |
| 2015-2016 | Oklahoma Thunder | 59  | 4   | 11,8 | 45,9 | 0,0  | 69,7 | 2,9 | 0,9 | 0,3 | 0,3 | 2,1 |
| 2016-2017 | Oklahoma Thunder | 20  | 0   | 6,4  | 60,9 | 0,0  | 62,5 | 1,6 | 0,5 | 0,1 | 0,1 | 1,7 |
| 2017-2018 | Oklahoma Thunder | 15  | 0   | 5,0  | 68,4 | -    | 38,5 | 1,3 | 0,3 | 0,0 | 0,0 | 2,1 |
| Carriera  | Carriera         | 910 | 177 | 20,4 | 53,4 | 20,8 | 72,3 | 5,2 | 1,0 | 0,5 | 0,5 | 5,9 |

#### Play-off
| Anno     | Squadra          | PG | PT | MP   | TC%  | 3P%  | TL%  | RP  | AP  | PRP | SP  | PP  |
| -------- | ---------------- | -- | -- | ---- | ---- | ---- | ---- | --- | --- | --- | --- | --- |
| 2005     | Seattle S.Sonics | 11 | 0  | 19,8 | 60,7 | 100  | 63,0 | 5,0 | 0,5 | 0,3 | 0,5 | 8,4 |
| 2010     | Oklahoma Thunder | 6  | 0  | 21,5 | 33,3 | 0,0  | 42,9 | 4,7 | 0,3 | 0,8 | 0,2 | 3,2 |
| 2011     | Oklahoma Thunder | 17 | 0  | 24,3 | 63,2 | 0,0  | 78,3 | 5,8 | 0,9 | 0,9 | 0,9 | 6,7 |
| 2012     | Oklahoma Thunder | 20 | 0  | 16,6 | 64,7 | 0,0  | 42,9 | 3,4 | 1,0 | 0,6 | 0,3 | 3,5 |
| 2013     | Oklahoma Thunder | 11 | 0  | 16,2 | 46,8 | 0,0  | 91,7 | 4,6 | 1,1 | 0,5 | 1,0 | 5,0 |
| 2014     | Oklahoma Thunder | 17 | 2  | 10,8 | 41,4 | 40,0 | 70,0 | 2,2 | 0,8 | 0,2 | 0,4 | 1,9 |
| 2016     | Oklahoma Thunder | 9  | 0  | 8,8  | 66,7 | 0,0  | 50,0 | 1,2 | 0,6 | 0,9 | 0,0 | 1,0 |
| Carriera | Carriera         | 91 | 2  | 16,8 | 55,8 | 42,9 | 68,2 | 3,8 | 0,8 | 0,6 | 0,5 | 4,3 |

## Palmarès

### Individuale
- McDonald's All-American Game (1999)
- NCAA AP All-America First Team (2003)